# Кімаласи
Кімаласи (ест. Kimalasõ; до 1997 року — Кімаласе) — село в Естонії, входить до складу волості Міссо, повіту Вирумаа.